# Now That's What I Call Music!
Now That's What I Call Music!, ibland förkortat till Now, är en serie samlingsalbum med blandade artister, utgivna på EMI. Första albumet släpptes den 28 november 1983 och framåt.